# Улука
Улука — река в Сандовском районе Тверской области России. Устье реки находится в 189,5 км по правому берегу реки Мологи. Длина реки составляет 32 км, площадь водосборного бассейна — 162 км².

## Данные водного реестра
По данным государственного водного реестра России относится к Верхневолжскому бассейновому округу, водохозяйственный участок реки — Молога от истока и до устья, речной подбассейн реки — Реки бассейна Рыбинского водохранилища. Речной бассейн реки — (Верхняя) Волга до Куйбышевского водохранилища (без бассейна Оки).
Код объекта в государственном водном реестре — 08010200112110000006092.